# Stibaractis habrostola
Stibaractis habrostola är en fjärilsart som beskrevs av Turner 1947. Stibaractis habrostola ingår i släktet Stibaractis och familjen mätare. Inga underarter finns listade i Catalogue of Life.